# دولنی کوریتن
دولنی کوریتن (به بلغاری: Dolni Koriten) یک منطقهٔ مسکونی در بلغارستان است که در شهرستان ترکلیانو واقع شده‌است.